# Cirrochroa similiana
Cirrochroa similiana är en fjärilsart som beskrevs av Johannes Karl Max Röber 1887. Cirrochroa similiana ingår i släktet Cirrochroa och familjen praktfjärilar. Inga underarter finns listade i Catalogue of Life.